# Wilmar Barrios
Wilmar Enrique Barrios Terán, mais conhecido apenas como Wilmar Barrios (Cartagena das Índias, 16 de outubro de 1993) é um futebolista colombiano que atua como volante. Atualmente, defende o Zenit. 
Oriundo da base do Tolima, onde chegou com 16 anos, ganhou um título nacional sub-20 pelo clube em 2013 antes de estrear pelo profissional no mesmo. Ficou no clube colombiano até 2016 onde ganhou uma Copa Colômbia, migrando para o Boca Juniors em agosto. Nos Xineizes, rapidamente conquistou a titularidade e o apego da torcida com sua garra, conquistando dois campeonatos nacionais em três anos. Além disso, figurou no time feito pelo El país em 2018 da Libertadores, apesar do vice-campeonato para o River.
Em 2019, migrou para o Zenit após boas temporadas na Argentina. Logo de cara, assumiu a titularidade no clube russo e conquistou vários títulos, sendo seis campeonatos nacionais (seguidos), duas copa nacional e quatro supercopas. Também ficou em segundo lugar duas vezes (2020–21 e 2021–22) nos prêmios de melhores do Campeonato Russo concedido pela União Russa de Futebol. Ao faturar mais um campeonato nacional russo em 2023–24, tornou-se o jogador estrangeiro com mais títulos do campeonato com seis conquistas.
Pela Seleção Colombiana, sua primeira convocação foi em 2015 mas só estreou no ano seguinte, numa derrota de 2–1 para o Brasil, mesmo ano em que representou seu país nos Jogos Olímpicos de 2016, no Rio de Janeiro. Desde essa época, integrou os elencos que Disputou duas Copa América em 2019 e 2021 (sendo terceiro colocado nessa última), além da Copa do Mundo de 2018.

## Carreira

### Início
Barrios nasceu no bairro La Candelaria, um bairro humilde no município de Cartagena das Índias. Nessa zona do bairro, vivia na beira da Ciénaga de la Virgen, a pior localidade do bairro. Seu pai Rafael trabalhava muito e no decorrer do tempo formou uma nova família e sua mãe Cilia mudou-se para Venezuela, tendo Wilmar sido criado por sua avó, Célia. Para evitar os caminhos errados que seu bairro apresentava, Barrios encontrou nos campinhos da região sua primeira fuga, jogando descalço e às vezes com chinelos emprestados.
Seu primeiro passo para atuar no futebol foi dado ao entrar no Comfenalco, um projeto social que adentrou por meio do colégio em que estudava. Na maioria das vezes, faltava dinheiro para Wilmar poder pegar um transporte pelo fato do campo do projeto ficar muito longe de onde moravam. Quando não tinha recursos, enchia sacolas plásticas com água para congelá-las e vender gelo nas ruas.
Do Comfenalco passou para uma Academia de futebol chamada Ciclone, onde passou de um camisa 10 para um camisa 5. Dali, passou para o Ciclones de Cali onde haviam projetos profissionais. Contudo, não adaptou-se e optou por retornar. Seu destaque na Academia após o retorno despertou a atenção de Humberto "El Tucho" Ortiz, um caça-talentos do Deportes Tolima, que gostou de seu futebol e o levou para o clube em 2009, tendo Barrios 16 anos na época.

### Desportes Tolima
Ficando por quatro anos nas categoria do Tolima, sagrou-se campeão nacional sub-20 de 2013 ao bater o Júnior Barranquila por 3–2 na final.  Subiu aos profissionais nesse ano e fez sua estreia em 23 de fevereiro, em uma vitória de 3–0 sobre o Boyaca Chicos.
No ano seguinte, integrou o elenco campeão da Copa Colômbia, onde participou da campanha atuando em 13 jogos, 11 como titular. Em 2015, foi eleito o melhor meio-campista do Campeonato Colombiano. Disputou pelo Viñotinto 144 jogos e marcou cinco gols, com um título conquistado e disputando algumas partidas como capitão.

### Boca Juniors
Em 23 agosto de 2016, foi anunciado pelo Boca Juniors como novo reforço por valor não divulgado, tendo o clube argentino adquirido 100% de seus direitos econômicos. Foi apresentado três dias depois. Sua estreia só iria ocorrer em 29 de outubro do mesmo ano, na vitória por 4–0 sobre o Temperley, na 8ª rodada do Campeonato Argentino. Barrios entrou aos 27 minutos do segundo tempo no lugar de Pablo Perez.
Seu primeiro e único tento foi em 11 de dezembro de 2017, o único gol da vitória sobre o San Lorenzo na 10ª rodada da Superliga Argentina. Sagrou-se campeão argentino em 2017 e 2018, tendo integrado o elenco que chegou na final da Libertadores nesse último, que empatou o primeiro jogo em 2–2 e acabou derrotado por 3–1 na volta, sendo Barrios titular nas duas partidas. Apesar do vice-campeonato, foi eleito para a Seleção da Libertadores oficial da Conmenbol, da Opta e do El país.
Sua venda para o Zenit, da Rússia, foi anunciada em 30 de janeiro de 2019. Ao todo, atuou em 67 partidas pelos Xineizes e faturou três títulos, sendo considerado ídolo no clube.

### Zenit

#### 2018–19

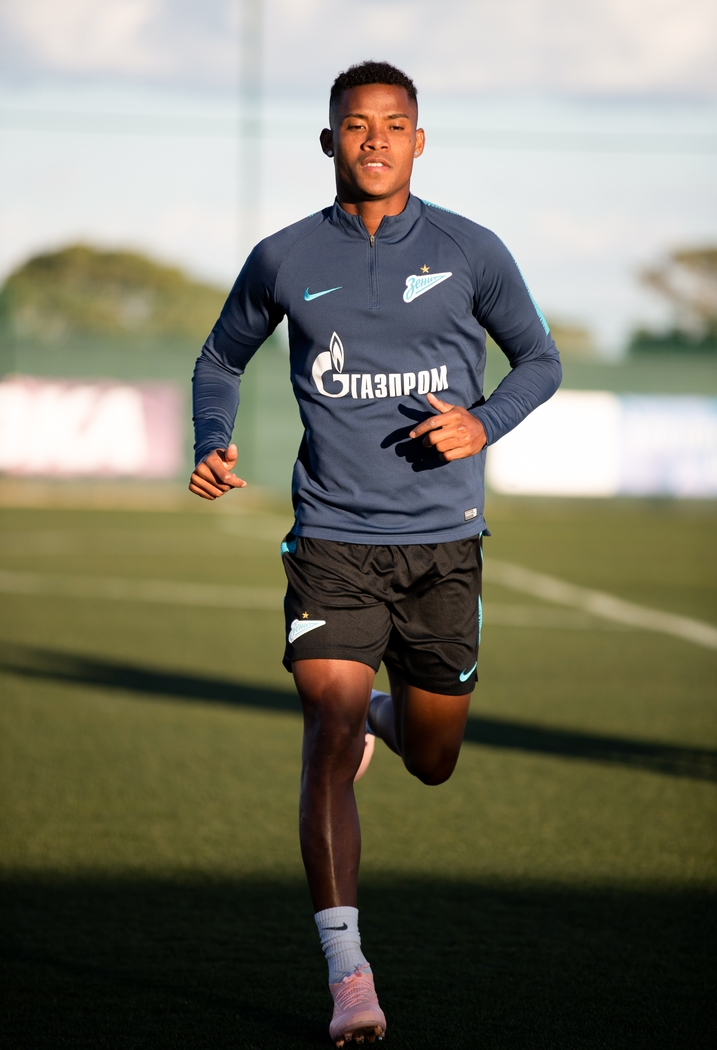
Wilmar Barrios em seus primeiros dias no Zenit, em 2019

Apesar de receber ofertas de Roma e Everton, o clube russo desembolsou 18 milhões de dolares por sua transferência, com o clube anunciando o negócio no dia seguinte. E três dias depois, fez sua estreia num amistoso contra o clube luxemburguês Dudelange, que terminou sem gols.
Sua estreia oficial foi na partida seguinte, uma derrota de 1–0 para o Fenerbahçe na 1/16 avos da Liga Europa em 12 de fevereiro, sendo essa a primeira partida da temporada. Já seu primeiro gol feito com a camisa do Zenitchiki foi em sua sétima partida, um empate contra o Spartak Moscou em 23 de março na 20ª rodada do Campeonato Russo.

#### 2019–20
Foi titular na partida em o Zenit sagrou-se campeão russo, um 4–2 sobre o Krasnodar na 26ª rodada do campeonato, sendo seu segundo título pelo clube e o quinto da carreira. Disputou 24 partidas (23 como titular) e marcou um gol, na goleada de 6–1 sobre o Rostov na rodada 13.

#### 2020–21

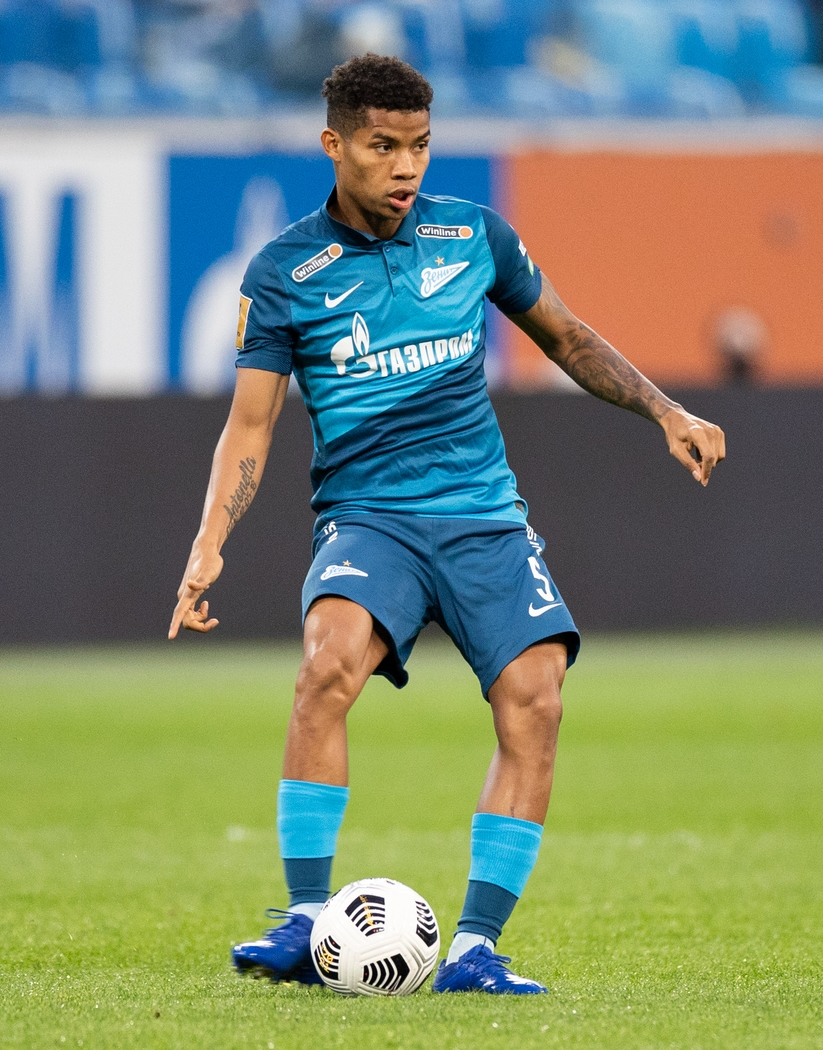
Barrios em 2020

Disputou 33 partidas na temporada, e além de ser campeão nacional, figurou como 2º melhor volante pela direita do Campeonato Russo pela UFR, ficando atrás de Christian Noboa. Também foi atleta com mais passes certos no torneio, com 91% de precisão.

#### 2021–22

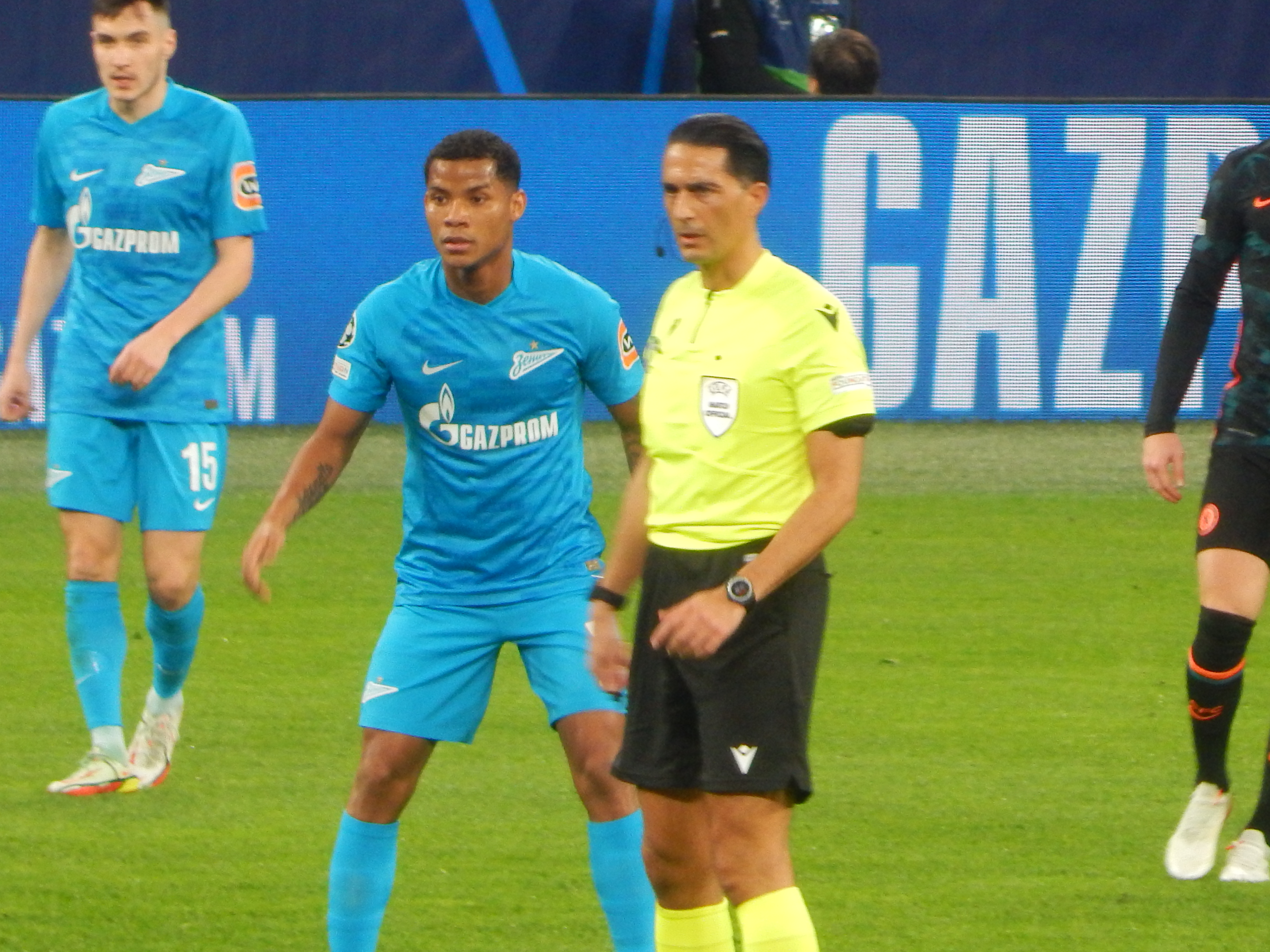
Barrios em 2021, em jogo válido contra o Chelsea na Liga dos Campeões

Pilar do time, titular absoluto e com 92 jogos disputados, em 19 de outubro de 2021 foi anunciada sua renovação de contrato até 2026. Chegou a 100 jogos pelo clube em 29 de novembro de 2021, na vitória de 2–0 sobre o CSKA Moscou.
Em 2022, ganhou o nono título da carreira, o sexto só pelo Zenit, após o clube russo vencer o Lokomotiv Moskou na 27ª rodada da Premier League Russa. Com o título, tornou-se o segundo bolivarense com mais títulos na história, atrás apenas de Orlando Berrío com 14 na época. Foi eleito mais uma vez como um dos melhores da temporada pela RFU, desta vez figurando em 2º lugar nos meio-campistas centrais pela esquerda, atrás do companheiro de time Claudinho. Também ficou no top-10 melhores jogadores do campeonato, figurando em quinto lugar com 42 pontos.

#### 2022–23
Fez um dos gols na goleada de 7–0 sobre o Sochi em 24 de outubro, na 14ª rodada do Campeonato Nacional.

#### 2023–24
Conquistou pela sexta vez o título do Campeonato Russo nessa temporada. Com isso, ultrapassou o brasileiro Robson Luis (que venceu cinco títulos com o Spartak Moscow) e tornou-se o jogador estrangeiro com mais títulos do campeonato nacional russo.

## Seleção Colombiana

### Sub-23

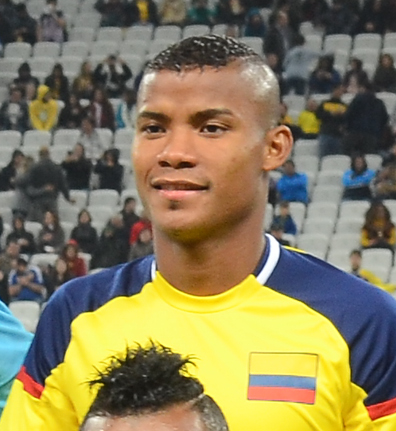
Barrios em 2016, durante os Jogos Olímpicos

Barrios foi um dos 18 convocados em 14 de julho para representar a Colômbia nos Jogos Olímpicos de 2016, no Rio de Janeiro.

### Principal

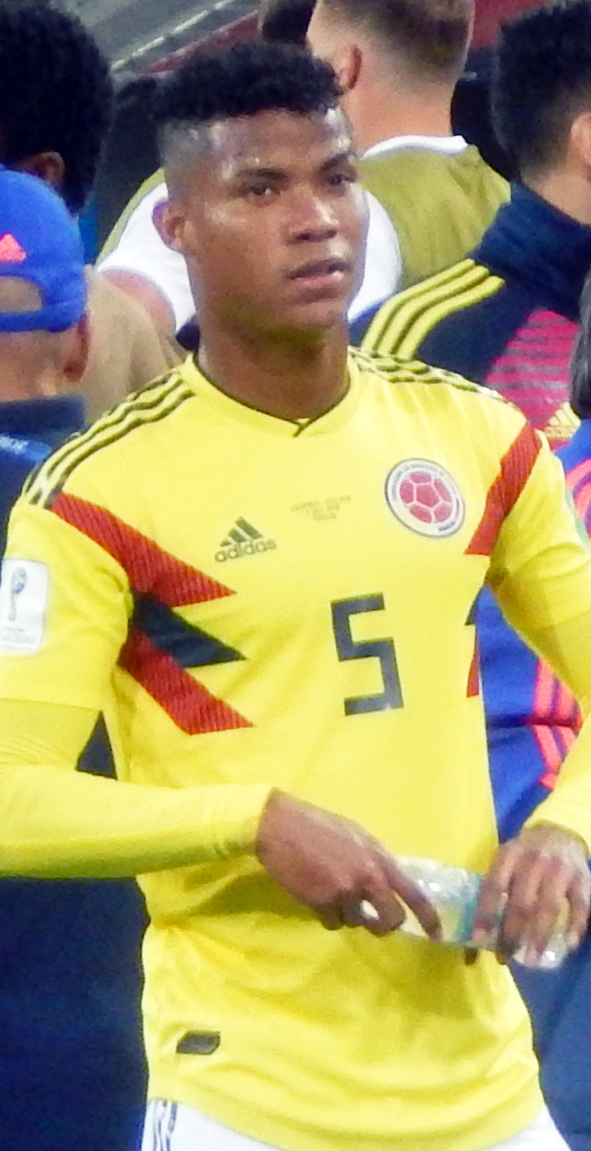
Barrios representando a Colômbia na Copa do Mundo de 2018, em partida contra a Inglaterra na fase de grupos

Suas primeiras convocações foram em 2015, para amistosos contra o Bahrein e o Catar em março e para rodadas das Eliminatórias para a Copa do Mundo de 2018 contra Uruguai e Peru em outubro. Porém, sua só estreia só ocorreu no ano seguinte, na derrota por 2–1 para o Brasil em 7 de setembro.
Em 4 de junho de 2018, foi um dos 23 convocados por Pékerman para representar a Tricolor na Copa do Mundo, na Rússia. Esse foi seu primeiro Mundial. Foi um dos convocados por Carlos Queiroz em 30 de maio para representar a Seleção Colombiana na Copa América de 2019.
Também foi convocado para a Copa América de 2021 em 10 de junho, tendo participado do elenco que terminou em terceiro lugar no torneio ao vencer a disputa contra o Peru por 3–2. Seu primeiro gol pela Seleção Colombiana ocorreu em 28 de setembro de 2022, na vitória de 3–2 sobre o México, onde fez o último gol da partida.

## Estilo de jogo
Volante de origem, Barrios também pode atuar como zagueiro e lateral-direito, posições que atuou nos tempos de Desportes Tolima e Boca Juniors. Além da versatilidade, bom toque de bola, resistência, vigor físico e roubadas de bola também são características destacadas em seu futebol.

## Títulos

### Desportes Tolima
- Copa Colômbia: 2014

### Boca Juniors
- Campeonato Argentino: 2017 e 2018

### Zenit
- Campeonato Russo: 2018–19, 2019–20, 2020–21, 2021–22, 2022–23, 2023–24
- Copa da Rússia: 2019–20, 2023–24
- Supercopa da Rússia: 2020, 2022, 2023, 2024[45]

### Prêmio individuais
- Melhor meio-campista do Campeonato Colombiano: 2015
- Seleção da Copa Libertadores: 2018
- Seleção Libertadores - El País: 2018